# San Sebastián (Bolívar)
San Sebastián ist eine Ortschaft und eine Parroquia rural („ländliches Kirchspiel“) im Kanton Chimbo der ecuadorianischen Provinz Bolívar. Die Parroquia besitzt eine Fläche von 10,53 km². Die Einwohnerzahl lag im Jahr 2010 bei 1057. Die Parroquia wurde am 7. Dezember 1900 als Teil des Kantons San José de Chimbo gegründet.

## Lage
Die Parroquia San Sebastián liegt in der Cordillera Occidental ostzentral in der Provinz Bolívar. Der 2464 m hoch gelegene Hauptort San Sebastián befindet sich am Westhang oberhalb des nach Süden fließenden Río Chimbo. Der Ort liegt 1,3 km westsüdwestlich vom Kantonshauptort San José de Chimbo sowie 2 km nördlich der Stadt San Miguel. Die Fernstraße E491 (Babahoyo–Guaranda) führt südöstlich an San Sebastián vorbei.
Die Parroquia San Sebastián grenzt im Süden an die Parroquia San Miguel (Kanton San Miguel de Bolívar), im Westen und im Nordwesten an die Parroquia La Magdalena sowie im Nordosten an die Parroquia La Asunción.

## Orte und Siedlungen
In der Parroquia gibt es folgende Comunidades: Rosas Loma, Lambaza Alto, Lambaza Bajo, Pacatón Alto, Pacaton Bajo und Tumbiguan.